# Cleopatra Stratan
Cleopatra Stratan (Chisináu, Moldavia; 6 de octubre de 2002), es una cantante, actriz y modelo moldava, tiene el récord de ser la artista más joven en presentar su carrera. Su tercer álbum Craciun Magic salió en el 2009. En 2012 sacó su cuarto álbum de estudio titulado Melodii Pentru Copii, sin el mismo éxito que los tres anteriores. En 2011 se mudó con su familia a Bucarest, Rumania.

## Biografía y carrera

### Infancia

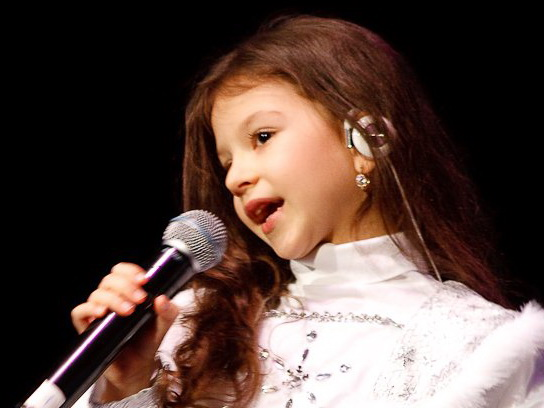
Stratan en 2012.

Cleopatra tiene el récord de ser la artista más joven en ubicarse como número 1 en el ranking musical en un país (Ghita).
Pavel Stratan, padre de Cleopatra, fue a un estudio de grabación junto con Cleopatra. Impulsiva, ella agarró un micrófono y comenzó a cantar junto con Pavel. Todo el mundo estaba tan sorprendido que la grabación de la canción se realizó con la participación de Cleopatra. Por su voz y el éxito alcanzado hay quienes la han llegado a comparar con Shirley Temple, y se la incluyó en el libro Guinness de los récords como el talento más joven en llevar a cabo conciertos y grabar su propio álbum. En Rumania, Moldavia, y en todo el mundo, parece haber una creciente base de fanes. Algunas de sus canciones ya han sido traducidos al inglés y al español. También ha tenido éxito en Japón. La vârsta de 3 ani ("A la edad de 3 años") le valió un doble disco de platino en el verano de 2006 por la venta de más de 150 000 álbumes en Rumania. En diciembre de 2006, su padre anunció que hasta el próximo álbum (posiblemente en uno o dos años), ella no volverá a cantar en público.
El mayor éxito de Cleopatra y por la que es conocida en YouTube es la canción «Ghita».

## Vida personal

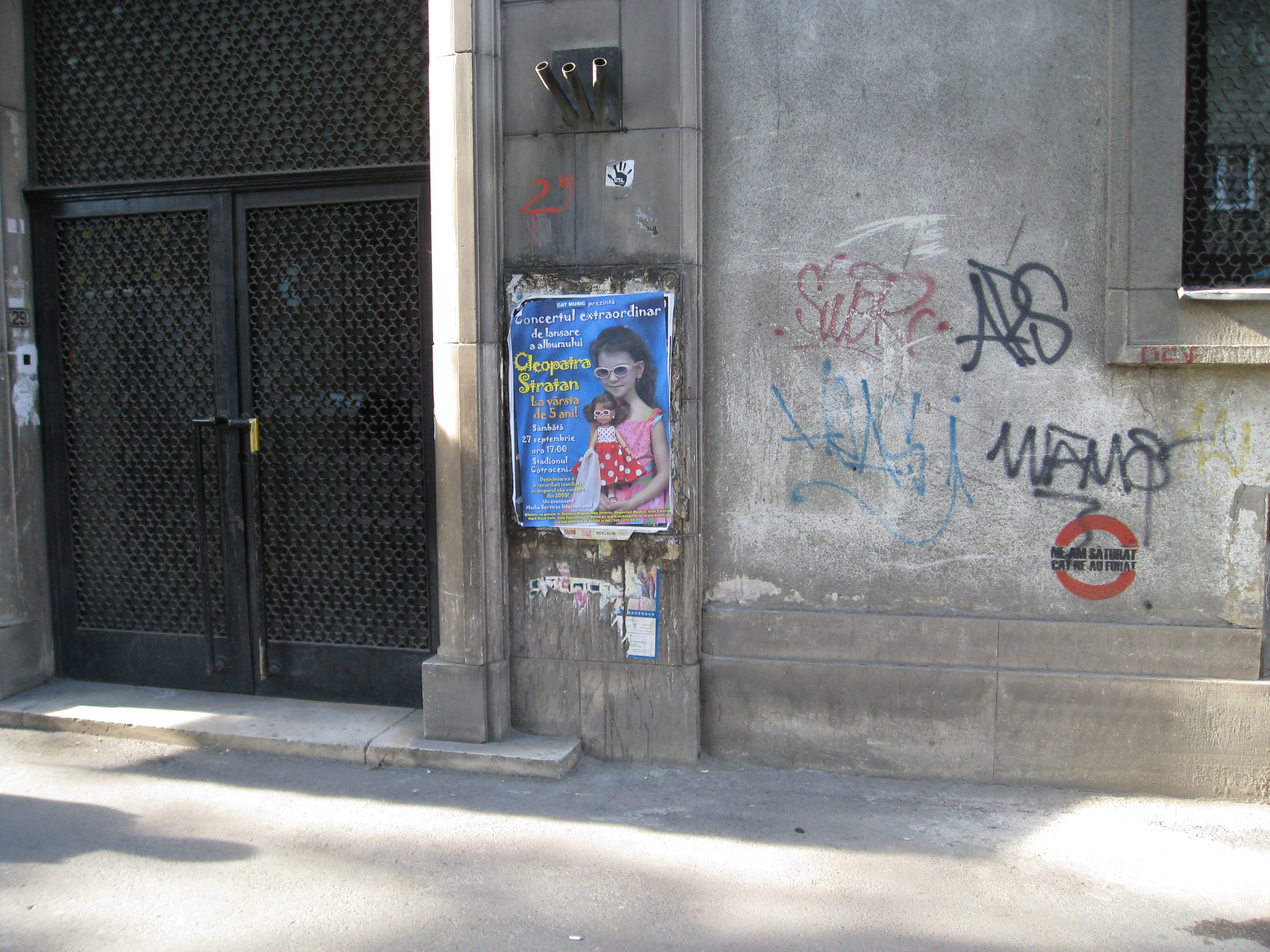
Poste de Cleopatra Stratan en Bucharest, Romania.

El 22 de agosto de 2021, Stratan contrajo matrimonio con Edward Sanda bajo el rito ortodoxo en una iglesia de su natal Chisináu.

## Discografía

### Álbumes de estudio
- 2006: La vârsta de 3 ani
- 2008: La vârsta de 5 ani
- 2009: Crăciun Magic (Magic Christmas)
- 2012: Melodii Pentru Copii

### Sencillos
| Año                                                    | Título                 | Mejor posicionamiento en listas |
| Año                                                    | Título                 | RUM Spotify                     |
| Solista                                                | Solista                | Solista                         |
| ------------------------------------------------------ | ---------------------- | ------------------------------- |
| 2021                                                   | «Cel putin o veșnicie» | 189                             |
| «—» indica que el sencillo no alcanzó posición alguna. |                        |                                 |